# Aladin
Aladin (eng. Aladdin) je američki animirani film iz 1992. godine i 31. je film iz produkcije Disneyjevog studija. Radnja je uzeta iz zbirke pripovijedaka Tisuću i jedna noć.

## Glasovi
| Uloge       | Originalna verzija | Hrvatska verzija                       |
| ----------- | ------------------ | -------------------------------------- |
| Aladin      | Scott Weinger      | Dušan Bućan Jacques Houdek (pjeva)     |
| Jasmina     | Linda Larkin       | Zrinka Cvitešić Renata Sabljak (pjeva) |
| Duh         | Robin Williams     | Ljubomir Kerekeš                       |
| Jafar       | Jonathan Freeman   | Božidar Smiljanić                      |
| Jago        | Gilbert Gottfried  | Janko Rakoš                            |
| Sultan      | Douglas Seale      | Franjo Jurčec                          |
| Preprodavač | Robin Williams     | Predrag Vušović                        |

## Radnja
Veliki vezir Jafar s papigom Jagom u pustinji pronađe Špiilju čuda (eng. Cave of Wonders) koja sadrži čarobnu svjetiljku s Duhom koji ispunjava tri želje svakome tko protrlja svjetiljku. No glas iz špilje upozorava Jafara da u nju može ući samo čovjek koji ima dušu kao dijamant.
U gradu Agrabah Aladin, skitnica, i njegov prijatelj, majmum Abu, bježe od stražara zbog krađe kruha. Nakon što im pobjegnu nađu se ispred palače u koju ulazi princ kako bi dobio ruku princeze Jasmine. Princ i Aladin se verbalno sukobe, a princ kaže Aladdinu da će do kraja života biti skitnica. Kada se Aladin i Abu vrate u napuštenu zgradu, koja im služi kao dom, Aladdin obeća Abuu da će jednog dana živjeti u palači.
U palači princeza odbije princa, a otac joj objasni da se po zakonu princeza treba udati za tri dana. Princeza mu odgovori kako se želi udati zbog ljubavi, a ne zbog glupog zakona. Sultan se naljuti i otiđe do Jafara, koji ga hipnotizira uz pomoć štapa u obliku kraljevske kobre te ga nagovori da mu dâ obiteljski dijamant.
U zoru sljedećeg dana Jasmina se iskrada iz palače kako bi osjetila kako običan puk živi. Aladdin na tržnici spasi Jasminu te se zaljubi u nju. Jafar u međuvremenu otkrije kako je Aladdin prava osoba da uđe u špilju i naredi stražarima da ga uhite. Straža ga uhvati te se princeza razotrkije na što Aladdin ostane zaprepašten.
U palači Jasmina saznaje da je Jafar dao narediti da se Aladin smakne te princeza ljutito otiđe. U tamnici Aladin upoznaje starca (to je ustvari prerušeni Jafar) koji mu kaže da mu treba pomoć oko traženja blaga te da bi Aladin bio odličan izbor. Aladin pristane te pobjegnu iz zatvora i nađu se pred Špiljom čuda te starac kaže Aladinu da treba iz špilje uzeti svjetiljku.
Glas špilje dopusti Aladinu da uđe, ali ga upozori da može uzeti samo svjetiljku. U špilji Aladin i Abu upoznaju Leteći tepih koji ih odvede do svjetiljke. Kada je Aladin došao blizu svjetiljke, Abu pohlepno uzme jedan od rubina, a špilja se počne urušavati. Tepih ponese Aladina i Abua do ulaza, Aladin starcu dâ svjetiljku, a on ih baci u špilju. Trenutak kasnije shvati da mu je Abu uzeo svjetijku.
Pod zemljom Aladin protrlja svjetiljku iz koje izađe Duh. Duh Aladinu objasni kako ima tri želje, ali mora pažlivo birati, jer ne može ispuniti da ubije nekoga, da oživi mrtvace ili da se netko zaljubi u njega. Aladin tako malo naljuti Duha jer može raditi sve, a ne može ih izvuči iz zemlje. Uvrijeđeno, Duh ih na kraju samovoljno spasi.
U palači sultan se ljuti na Jafara jer se nije s njim konzultirao oko uhićenja Aladina. Princeza se zaklinje da će se riješiti Jafara kada postane kraljica. Jafar se naljuti te smisli plan kako da se riješi i sultana i princeze i da on postane novi sultan.
u oazi Aladin ne zna koja bi mu bila prva želja. Duh mu kaže kako bi htio biti slobodan jer je zatočenik u svjetiljci te da ga samo gospodar svjetiljke (u ovom slučju Aladin) može osloboditi. Aladin obeća Duhu daće ga on osloboditi kada bude imao treću želju. Aladin onda shvati da ako želi osvojiti Jasminu treba biti princ te zaleži od Duha da ga pretvori u princa. Duh ga odmah obuće u kraljevsko odjelo, Abua pretvori u slona kao prijevozno sredstvo te napravi cijelu kolonu sluga i bogatstva.
U palači Jafar pokušava nagovoriti sultana da, ako princeza ne odluči o mladoženji, se Jasmina udaza njega. Dogovaranje prekine glazba s ulice koja najavljuje dolazak princa Alija (Aladina). Velika povorka prolazi bazarom, a Duh obučen kao vezir objašljava da je princ najbogatiji na svijetu. U palači Jafar je sumljičav prema Aliju te smisli plan kako da ga se riješi.
Te noći Aladin (princ Ali) pokušava pridobiti Jasminu na što je ona sumnjiva, jer je sličan mladiću kojeg je srela ujutro na bazaru. Ali i Jasmina na tepihu proputuju svijetom te se na kraju nađu ispred Zabranjenog grada gdje Jasmina prepozna Alija kao skitnicu, ali joj Ali laže da je i on htio vidjeti kako ljudi žive izvan zidina. Dolaskom u palaču straža uhvati Alija,a Jafar im naredi da ga se riješe te ga bace u more.
Pod vodom Aladin ne znajući protrlja svjetiljku i Duh ga spasi. U palači hipnotizirani sultan kaže Jasmina će se udati za Jafara. Aladin dođe te shvati što se događa te razbije Jafarov štap te kaže sultanu što se dogodilo. Sultan protjera Jafara, a on uspije vidjeti u Alijevom turbanu svjetiljku te shvati tko je ustvari princ. Sultan dopusti da se Jasmina i Ali ožene te najavi Aliju da će ga sutradan predstaviti puku.
Sljedeće jutro Aladin ima križnju savjest jer je lagao svima, a Duh ga pokušava razveseliti no Aladin se naljuti na njega te se Duh ljutito povuče u svjetiljku. Jafar pošalje papigu Jaga da ukrade Aladinu svjetiljku, što papiga i učini. Dobivši svjetiljku Jafar od Duha najprije zatraži da postane sultan te potom najmoćniji čarobnjak na svijetu. Postavši čarobnjak Jafar prisili Jasminu i sultana da mu postanu robovi te pokaže Jasmini da princ Ali ne postoji nego samo skitnica Aladin. Potom Aladina i Abua baci u toranj, a toranj pukne kao gol-loptica daleko od Agrabahe.
Aladin se uspije vratiti u palaču, ali ga Jafar uspijeva zadržavati da spasi Jasminu i sultana. Aladin mu kaže da je Duh moćniji od bilo kojeg čarobnjaka na svijetu te Jafar naredi Duhu da ga pretvori u najmoćnijeg Duha na svijetu. Postavši Duh Jafar se nakratko počne veseliti, no Aladin ga podsjeti da ima i svoju svjetiljku te se Jafar i Jago povuku u novu svjetiljku.
Na kraju Aladin oslobodi Duha koji odluči da će otići na put oko svijeta, a sultan odluči da se Jasmina može udati za koga hoće.

## Likovi

### Aladin[5]
On je skitnica koji,kako bi preživio, krate hranu s bazara. Živi s majmunom Abuom koji mu je i prijatelj. Zaljubljen je u Jasminu koju pokušava pridobiti uz pomoć Duha iz svjetiljke.

### Jasmina[6]
Jasmina je princeza koja se ne želi udati jer tako kaže zakon nego iz ljubavi. Uvijek je sumljičava prema nepoznatim osobama. U stvari je dobra, hrabra, sarkastična te pozitivna osoba. Živi u palači s ocem sultanom i tigrom Rajah
Njezin je lik vjerojatno nastao prema liku princeze Badroulbadour iz zbirke pripovijedaka Tisuću i jedna noć.

### Jafar[8]
Jafar je veliki vezir na sultanovu dvoru. Zao je i želi se domoći svega pod bilo kojom cijenom. Također je i pohlepan i sebičan. Koristi se štapom u obliku kraljevske kobre kako bi hipnotizirao ljude. Vjerni suradnik mu je papiga Jago.

### Duh iz svjetiljke[9]
Duh koji živi u svjetiljci ispuljava tri želje svakome tko protrlja svjetiljku. Duh je kroz avanture s Aladinom postao mu i najbolji prijetelj. Veseo je, preobražava se u sve što želi.

### Abu
Abu je majmun koji se u filmu samo glasa, najbolji Aladinov prijatelj pohlepan prema hrani i zlatu, a ponekad se ne slaže s odlukama koje Aladin donese.

### Leteći tepih[10]
Tepih koji pantomimom iskazuje svoje osjećaje. Aladinu služi kao prijevozno sredstvo.

### Jago[11]
Crveno-modra ara koja se nalazi na Jafarovom ramenu. Sebičan je, previše pričljiv i mudar u negativnom smislu.

## Nagrade i priznanja[12]
Film je osvoio 2 oscara: Oscara za najbolju originalnu glazbu i Oscara za najbolju originalnu pjesmu za pjesmu "Whole new World" (hrv. Novisvijet). Također je bio nominiran i u kategoriji za najbolji zvuk i zvučne efekte, a pjesma "Friends like me" (hrv.Prijatelja dva) za najbolju originalnu pjesmu.

## Hrvatska verzija
Tehnička obrada hrvatske verzije
| Redatelj                               | Katarina Zrinka Matijević Veličan           |
| Glazbeni redatelji                     | Iva Niković Hrvoje Niković                  |
| Prijevod                               | Suzana Jukić Dubravko Mihanović             |
| Prepjev                                | Davor Slamning                              |
| Sinkronizacija i tonska obrada pjesama | Ater Studio                                 |
| Kreativni supervizori                  | Maciek Eyman Magdalena Snopek               |
| Proizvodnja                            | Disney Character Voices International, Inc. |

## Pjesme
| Originalni naslov Arabian Nights One Jump Ahead One Jump Ahead (Reprise) Friend like me Prince Ali Whole New World Prince (Reprise) Whole New World (Reprise) | Hrvatski naslov i izvođač Arapska noć - Dražen Bratulić Brži od svih - Dušan Bućan Brži od svih (Repriza) - Jacques Houdek Prijatelja dva - Ljubomir Kerekeš Princ Ali - Ljubomir Kerekeš Novi svijet - Renata Sabljak i Jacques Houdek Princ Ali (Repriza) - Božidar Smiljanić Novi svijet (Repriza) - Renata Sabljak i Jacques Houdek |

## Vanjske poveznice
- Film na disney.wikia.com
- Aladin na Internet Movie Database